# بتوغال
بُتُوغال (بالبرتغالية: Portugal‏) تُعرف أيضًا باسم كويه بوتوغال أو كويه البرتغال، وهي كعكة أرز أوراسية مُبخرة، وتُعد من الحلويات التقليدية في آسيا، وتنتشر في جميع المناطق الآسيوية التي كانت خاضعة سابقًا للاستعمار البرتغالي.

## طريقة التحضير
تُحضَّر البوتوغال  من دقيق الأرز أو دقيق التابيوكا، وتُلوَّن تقليديًا باللون الأزرق باستخدام زهرة البازلاء الفراشية،       ثم تُحشى بالموز الناضج وتُزيَّن بجوز الهند المبشور. تُعدُّ هذه الحلوى طبقًا أساسيًا لدى المجتمع الأوراسي خلال الاحتفالات الموسمية مثل عيد الميلاد.